# Thân vương Thánh chế La Mã

Heraldic crown của Thân vương trong Đế chế La Mã Thần thánh

Áo choàng và vương miện của Thân vương trong huy hiệu hoàng gia

Thân vương của Đế chế La Mã Thần thánh (tiếng Latinh: princeps imperii; tiếng Đức: Reichsfürst, cf. Fürst) còn được gọi là Thân vương Đế quốc Thánh chế La Mã, nó là một tước hiệu cao cấp nhất được phong cho một nhà cai trị cha truyền con nối, nhà quý tộc hoặc Giám mục vương quyền được Hoàng đế La Mã Thần thánh công nhận chính thức bằng chiếu thư. 

## Định nghĩa
Ban đầu, những người sở hữu tước vị Thân vương mang nó với tư cách là chư hầu trực tiếp của Hoàng đế, người nắm giữ một thái ấp (lãnh thổ thế tục hoặc lãnh thổ giáo hội) không nằm dưới bất kỳ quyền lực của một nhà cai trị nào khác ngoại trừ Hoàng đế. Tuy nhiên, vào thời điểm Đế chế La Mã Thần thánh bị bãi bỏ vào năm 1806, có một số người nắm giữ các tước hiệu Hoàng gia không đáp ứng các tiêu chí này.
Do đó, có hai loại Thân vương chính: những người thực thi Landeshoheit (chủ quyền trong lãnh thổ của một nhà cai trị trong khi tôn trọng luật pháp và truyền thống của Đế chế) cũng như một cá nhân hoặc cử tri chung trong Đại hội Đế chế, và những người có tước hiệu danh dự (sở hữu tước vị nhưng không có thái ấp hoặc bỏ phiếu trong Đại hội Đế chế). Người đầu tiên được coi là thuộc "hoàng gia" theo nghĩa được đối xử như những người có chủ quyền, có quyền kết hôn với các triều đại trị vì. Tầng thứ hai bao gồm các quý tộc cấp cao, tuy nhiên, tước hiệu quý tộc không bao hàm sự bình đẳng với hoàng gia. Những khác biệt này đã phát triển trong Đế chế, nhưng đã được Đại hội Viên công nhận cụ thể vào năm 1815 khi nó thành lập Bang liên Đức và công nhận một địa vị cụ thể, nâng cao (Standesherren hoặc triều đại trung gian) cho các Thân vương trung gian của Đế chế không còn tồn tại.
Các tước hiệu thực tế được sử dụng bởi các quý tộc Đế quốc thay đổi đáng kể vì lý do lịch sử, và bao gồm Archduke (Đại công tước), Herzog (Công tước), Markgraf (Phiên địa Bá tước), Landgraf (Phong địa Bá tước), Pfalzgraf (Hành cung Bá tước), Graf (Bá tước), cũng như các Thân vương và Tuyển đế hầu. Hơn nữa, hầu hết các thái ấp của Đức trong Đế chế (ngoại trừ các Tuyển đế hầu) đều được thừa kế bởi tất cả nam giới trong một gia đình chứ không phải bởi con trưởng, tước hiệu Thân vương (hoặc bất kỳ tước hiệu nào mà gia đình sử dụng) cũng được chia sẻ tương tự như vậy bởi tất cả các thành viên gia đình, nam và nữ.